# Cratoneuron sulcatoirrigatum
Cratoneuron sulcatoirrigatum là một loài rêu trong họ Amblystegiaceae. Loài này được Meyl. mô tả khoa học đầu tiên năm 1931.